# Rožec
Rožec (Cerastium) je rod jednoletých až vytrvalých rostlin, čítající asi 100 druhů; některé jsou endemické, jiné vyrůstají na více kontinentech. Centrum rozšíření se nachází v Evropě, západní Asii a severní Africe, největší druhová bohatost je v oblasti Středozemního moře. Z míst původu se mnohé druhy dostaly v několika vlnách také do Severní i Jižní Ameriky a Austrálie.

## Popis
Rožce rostou jako jednoleté, ozimé nebo vytrvalé byliny. Jednoletky mívají kořeny nitkovité až provazcovité a trvalky zase větvené oddenky s možnosti zakořenit v uzlinách. Oblé nebo tupě hranaté lodyhy jsou květonosné nebo sterilní, bývají přímé, vystoupavé či poléhavé a vyrůstají jednotlivě nebo od báze společně v různě hustých či volných trsech. Vesměs jsou lodyhy různě chlupaté. Některé druhy mívají přízemní listy s řapíky. Lodyžní listy vyrůstající vstřícně jsou celokrajné, bývají přisedlé nebo s krátkými stopkami, vesměs jsou tvarů podlouhlých, eliptických až široce vejčitých s hrotem nebo zaobleným vrcholem. Listeny jsou bylinné, případně s blanitým okrajem, a jsou shodně s listy rozličně hustě porostlé žláznatými i nežláznatými chlupy.
Květenství bývají obvykle vidlanovitá s různým počtem květů, které jsou nejčastěji pětičetné a jen zřídka čtyřčetné. Trvalé kališní lístky jsou na vnější straně chlupaté a na vnitřní holé. Hluboce dvolaločnaté korunní lístky jsou bílé, holé nebo u báze brvité. Tyčinek bývá 5 až 10, lysý kulovitý semeník nese 5 neb jen zřídka 3 zákališní čnělky.
Plody jsou jednodílné mnohosemenné tobolky s trvalým kalichem a hladkým blanitým oplodím. Jsou válcovité, rovné nebo slabě vzhůru zakřivené, na vrcholu pukají obvykle deseti, ojediněle jen šesti zuby. Hnědě zbarvená drobná semena jsou okrouhlá, slabě hranatá nebo klínovitá, z boku zploštělá a na povrchu hrbolatá.
Květy se opylují entomogamně nebo autogamně. Rostliny se rozmnožují semeny, rozrůstáním oddenků nebo jejich úlomky. Základní chromozómové číslo rodu je x = 9.

## Taxonomie
Taxonomie rodu je neujasněná, podle se v České republice vyskytuje těchto 13 druhů:
- rožec hajní (Cerastium lucorum) (Schur) Möschl
- rožec klubkatý (Cerastium glomeratum) Thuill.
- rožec krátkoplátečný (Cerastium brachypetalum) Pers.
- rožec kuřičkolistý (Cerastium alsinifolium) Tausch
- rožec lepkavý (Cerastium glutinosum) Fr.
- rožec nízký (Cerastium pumilum) Curtis
- rožec obecný (Cerastium holosteoides) Fr.
- rožec pětimužný (Cerastium semidecandrum) L.
- rožec plstnatý (Cerastium tomentosum) L.
- rožec pochybný (Cerastium dubium (Bastard)) Guépin
- rožec prameništní (Cerastium fontanum) Baumg.
- rožec rolní (Cerastium arvense) L.
- rožec Tenoreův (Cerastium tenoreanum) Ser.

Ovšem podle jsou:
- rožec hajní a rožec obecný poddruhem rožce prameništního,
- rožec lepkavý poddruhem rožce nízkého a
- rožec Tenoreův poddruhem rožce krátkoplátečného.